# Caràcters sexuals secundaris

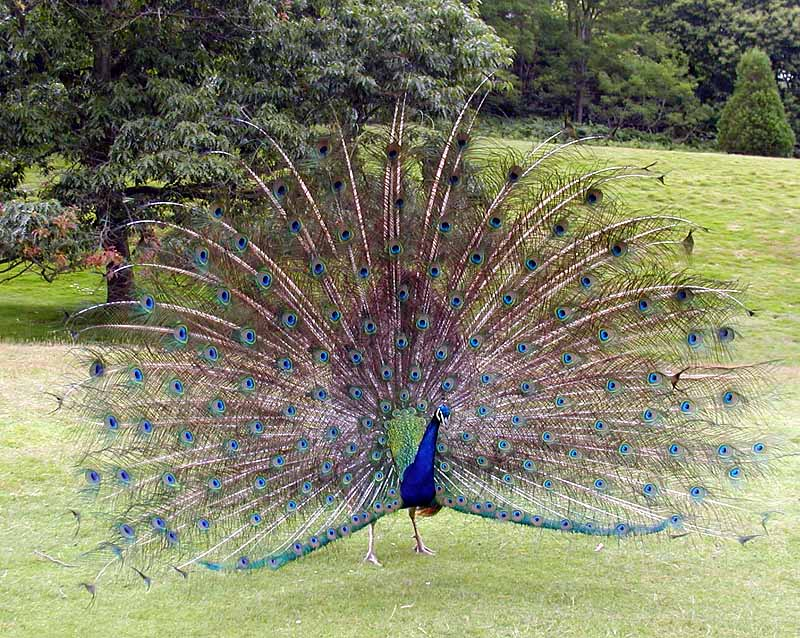
El paó blau exhibeix la seva llarga cua i colorida, un exemple de caràcter sexual secundari.

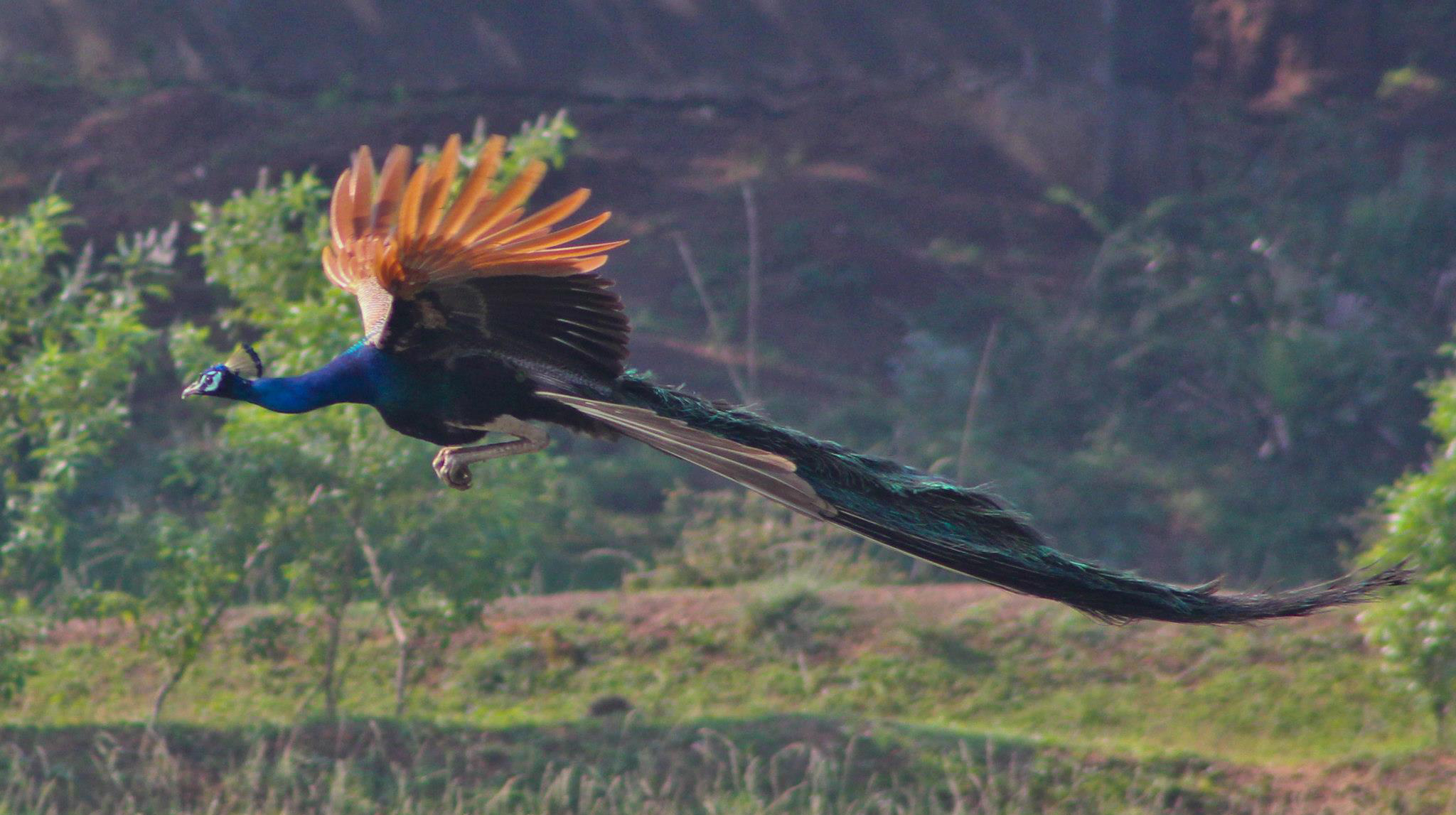
La cua del paó blau en el vol, que mostra el principi de handicap dels caràcters sexuals secundaris.

Els caràcters sexuals secundaris o característiques sexuals secundàries són aquells signes físics i fisiològics de maduresa sexual que distingeixen entre els dos sexes d'una espècie, però no són directament part del sistema reproductor, per la qual cosa no inclouen els òrgans sexuals, sent diferents de les característiques sexuals primàries.
Els caràcters sexuals secundaris permeten distingir els diferents sexes. Les seves diverses etapes de desenvolupament varien segons les espècies. Aquests tenen relació amb múltiples aspectes anatòmics, funcionals o biològics dels òrgans genitals interns.
L'aparició d'aquests trets és estimulada per la producció hormonal (d'andrògens o estrògens), que està determinada pel codi genètic.